# Mistrovství světa v rychlobruslení na jednotlivých tratích 2003
Mistrovství světa v rychlobruslení na jednotlivých tratích 2003 se konalo od 14. do 16. března 2003 v rychlobruslařské hale Sportforum Hohenschönhausen v německém Berlíně. Jednalo se o 7. mistrovství světa v rychlobruslení na jednotlivých tratích.
Čeští rychlobruslaři se šampionátu nezúčastnili.
| Program                            | Program                            | Program                                           | Program |
| ---------------------------------- | ---------------------------------- | ------------------------------------------------- | ------- |
| 14. března                         | 15. března                         | 16. března                                        |         |
| 500 m muži 5000 m muži 1500 m ženy | 1500 m muži 500 m ženy 3000 m ženy | 1000 m muži 10 000 m muži 1000 m ženy 5000 m ženy |         |

## Muži

### 500 metrů
Závodu se zúčastnilo 23 závodníků.
| Pořadí           | Jméno              | Země       | Čas 1       | Čas 2       | Celkový čas |
| ---------------- | ------------------ | ---------- | ----------- | ----------- | ----------- |
| Zlatá medaile    | Jeremy Wotherspoon | Kanada     | 35,12 (1.)  | 34,85 (1.)  | 69,970      |
| Stříbrná medaile | Hirojasu Šimizu    | Japonsko   | 35,19 (2.)  | 35,17 (3.)  | 70,360      |
| Bronzová medaile | Erben Wennemars    | Nizozemsko | 35,53 (3.)  | 35,01 (2.)  | 70,540      |
| 4.               | Gerard van Velde   | Nizozemsko | 35,67 (5.)  | 35,38 (5.)  | 71,050      |
| 5.               | Jan Bos            | Nizozemsko | 35,69 (8.)  | 35,50 (6.)  | 71,190      |
| 6.               | Joey Cheek         | USA        | 35,68 (6.)  | 35,54 (7.)  | 71,220      |
| 7.               | Masaaki Kobajaši   | Japonsko   | 35,89 (12.) | 35,37 (4.)  | 71,260      |
| 8.               | Kip Carpenter      | USA        | 35,77 (10.) | 35,59 (8.)  | 71,360      |
| 9.               | Dmitrij Lobkov     | Rusko      | 35,63 (4.)  | 35,83 (12.) | 71,460      |
| 10.              | Janne Hänninen     | Finsko     | 35,79 (11.) | 35,78 (10.) | 71,570      |

### 1000 metrů
Závodu se zúčastnilo 24 závodníků.
| Pořadí           | Jméno              | Země        | Čas     |
| ---------------- | ------------------ | ----------- | ------- |
| Zlatá medaile    | Erben Wennemars    | Nizozemsko  | 1:09,71 |
| Stříbrná medaile | Gerard van Velde   | Nizozemsko  | 1:10,52 |
| Bronzová medaile | Joey Cheek         | USA         | 1:10,94 |
| 4.               | Janne Hänninen     | Finsko      | 1:11,01 |
| 5.               | Nick Pearson       | Kanada      | 1:11,19 |
| 6.               | Hirojasu Šimizu    | Japonsko    | 1:11,30 |
| 6.               | Dmitrij Lobkov     | Rusko       | 1:11,30 |
| 8.               | Čchoj Če-bong      | Jižní Korea | 1:11,35 |
| 9.               | Jeremy Wotherspoon | Kanada      | 1:11,44 |
| 10.              | I Kju-hjok         | Jižní Korea | 1:11,57 |

### 1500 metrů
Závodu se zúčastnilo 24 závodníků.
| Pořadí           | Jméno              | Země       | Čas     |
| ---------------- | ------------------ | ---------- | ------- |
| Zlatá medaile    | Erben Wennemars    | Nizozemsko | 1:47,80 |
| Stříbrná medaile | Ralf van der Rijst | Nizozemsko | 1:48,46 |
| Bronzová medaile | Joey Cheek         | USA        | 1:48,56 |
| 4.               | Jevgenij Lalenkov  | Rusko      | 1:48,98 |
| 5.               | Derek Parra        | USA        | 1:49,03 |
| 6.               | Ids Postma         | Nizozemsko | 1:49,15 |
| 7.               | Janne Hänninen     | Finsko     | 1:49,28 |
| 8.               | Petter Andersen    | Norsko     | 1:49,64 |
| 9.               | Ivan Skobrev       | Rusko      | 1:49,88 |
| 10.              | Chris Callis       | USA        | 1:50,19 |

### 5000 metrů
Závodu se zúčastnilo 24 závodníků.
| Pořadí           | Jméno             | Země       | Čas     |
| ---------------- | ----------------- | ---------- | ------- |
| Zlatá medaile    | Jochem Uytdehaage | Nizozemsko | 6:25,29 |
| Stříbrná medaile | Bob de Jong       | Nizozemsko | 6:25,76 |
| Bronzová medaile | Carl Verheijen    | Nizozemsko | 6:30,46 |
| 4.               | Paweł Zygmunt     | Polsko     | 6:33,77 |
| 5.               | Chad Hedrick      | USA        | 6:35,19 |
| 6.               | KC Boutiette      | USA        | 6:37,12 |
| 7.               | Eskil Ervik       | Norsko     | 6:37,51 |
| 8.               | Arťom Dětišev     | Rusko      | 6:38,06 |
| 9.               | Enrico Fabris     | Itálie     | 6:38,24 |
| 10.              | Derek Parra       | USA        | 6:40,50 |

### 10 000 metrů
Závodu se zúčastnilo 16 závodníků.
| Pořadí           | Jméno          | Země       | Čas      |
| ---------------- | -------------- | ---------- | -------- |
| Zlatá medaile    | Bob de Jong    | Nizozemsko | 13:21,33 |
| Stříbrná medaile | Carl Verheijen | Nizozemsko | 13:31,53 |
| Bronzová medaile | Lasse Sætre    | Norsko     | 13:40,69 |
| 4.               | Henk Angenent  | Nizozemsko | 13:41,84 |
| 5.               | Jurij Kochanec | Rusko      | 13:49,22 |
| 6.               | Arťom Dětišev  | Rusko      | 13:50,29 |
| 7.               | Eskil Ervik    | Norsko     | 13:50,95 |
| 8.               | Paweł Zygmunt  | Polsko     | 13:51,86 |
| 9.               | Frank Dittrich | Německo    | 13:54,14 |
| 10.              | Bart Veldkamp  | Belgie     | 13:54,20 |

## Ženy

### 500 metrů
Závodu se zúčastnilo 22 závodnic.
| Pořadí           | Jméno                           | Země       | Čas 1       | Čas 2      | Celkový čas |
| ---------------- | ------------------------------- | ---------- | ----------- | ---------- | ----------- |
| Zlatá medaile    | Monique Garbrechtová-Enfeldtová | Německo    | 38,67 (3.)  | 38,50 (1.) | 77,170      |
| Stříbrná medaile | Wang Man-li                     | Čína       | 38,54 (2.)  | 38,75 (4.) | 77,290      |
| Bronzová medaile | Anželika Kotjugová              | Bělorusko  | 38,51 (1.)  | 38,79 (6.) | 77,300      |
| 4.               | Catriona LeMayová-Doanová       | Kanada     | 38,72 (4.)  | 38,72 (3.) | 77,440      |
| 5.               | Šihomi Šinjaová                 | Japonsko   | 38,84 (5.)  | 38,66 (2.) | 77,500      |
| 6.               | Sajuri Ósugaová                 | Japonsko   | 38,84 (5.)  | 38,76 (5.) | 77,600      |
| 7.               | Světlana Žurovová               | Rusko      | 38,96 (7.)  | 38,85 (7.) | 77,810      |
| 8.               | Jukari Watanabeová              | Japonsko   | 39,27 (8.)  | 39,21 (8.) | 78,480      |
| 9.               | Marianne Timmerová              | Nizozemsko | 39,47 (10.) | 39,25 (9.) | 78,720      |
| 10.              | Pamela Zoellnerová-Fischerová   | Německo    | 39,50 (11.) | 39,25 (9.) | 78,750      |

### 1000 metrů
Závodu se zúčastnilo 22 závodnic.
| Pořadí           | Jméno                           | Země       | Čas     |
| ---------------- | ------------------------------- | ---------- | ------- |
| Zlatá medaile    | Anni Friesingerová              | Německo    | 1:16,85 |
| Stříbrná medaile | Jennifer Rodriguezová           | USA        | 1:17,28 |
| Bronzová medaile | Cindy Klassenová                | Kanada     | 1:17,36 |
| 4.               | Marianne Timmerová              | Nizozemsko | 1:17,96 |
| 5.               | Anželika Kotjugová              | Bělorusko  | 1:17,98 |
| 6.               | Monique Garbrechtová-Enfeldtová | Německo    | 1:18,19 |
| 7.               | Catriona LeMayová-Doanová       | Kanada     | 1:18,47 |
| 8.               | Světlana Žurovová               | Rusko      | 1:18,48 |
| 9.               | Chris Wittyová                  | USA        | 1:18,53 |
| 10.              | Becky Sundstromová              | USA        | 1:18,79 |

### 1500 metrů
Závodu se zúčastnilo 22 závodnic.
| Pořadí           | Jméno                 | Země       | Čas     |
| ---------------- | --------------------- | ---------- | ------- |
| Zlatá medaile    | Anni Friesingerová    | Německo    | 1:57,43 |
| Stříbrná medaile | Maki Tabataová        | Japonsko   | 1:59,30 |
| Bronzová medaile | Jennifer Rodriguezová | USA        | 1:59,31 |
| 4.               | Barbara de Loorová    | Nizozemsko | 1:59,60 |
| 5.               | Eriko Išinová         | Japonsko   | 2:00,39 |
| 6.               | Renate Groenewoldová  | Nizozemsko | 2:00,68 |
| 7.               | Daniela Anschützová   | Německo    | 2:00,86 |
| 8.               | Katrin Kalexová       | Německo    | 2:00,89 |
| 9.               | Becky Sundstromová    | USA        | 2:01,09 |
| 10.              | Cindy Klassenová      | Kanada     | 2:01,20 |

### 3000 metrů
Závodu se zúčastnilo 20 závodnic.
| Pořadí           | Jméno                        | Země       | Čas     |
| ---------------- | ---------------------------- | ---------- | ------- |
| Zlatá medaile    | Anni Friesingerová           | Německo    | 4:06,07 |
| Stříbrná medaile | Claudia Pechsteinová         | Německo    | 4:07,99 |
| Bronzová medaile | Gretha Smitová               | Nizozemsko | 4:08,91 |
| 4.               | Clara Hughesová              | Kanada     | 4:10,16 |
| 5.               | Catherine Raneyová           | USA        | 4:13,62 |
| 6.               | Kristina Grovesová           | Kanada     | 4:13,63 |
| 7.               | Eriko Išinová                | Japonsko   | 4:14,34 |
| 8.               | Daniela Anschützová          | Německo    | 4:14,54 |
| 9.               | Jenita Hulzeboschová-Smitová | Nizozemsko | 4:15,52 |
| 10.              | Světlana Vysokovová          | Rusko      | 4:15,66 |

### 5000 metrů
Závodu se zúčastnilo 16 závodnic.
| Pořadí           | Jméno                        | Země       | Čas     |
| ---------------- | ---------------------------- | ---------- | ------- |
| Zlatá medaile    | Claudia Pechsteinová         | Německo    | 7:04,52 |
| Stříbrná medaile | Clara Hughesová              | Kanada     | 7:06,31 |
| Bronzová medaile | Gretha Smitová               | Nizozemsko | 7:06,34 |
| 4.               | Jenita Hulzeboschová-Smitová | Nizozemsko | 7:09,98 |
| 5.               | Catherine Raneyová           | USA        | 7:15,70 |
| 6.               | Kristina Grovesová           | Kanada     | 7:17,38 |
| 7.               | Světlana Vysokovová          | Rusko      | 7:18,07 |
| 8.               | Barbara de Loorová           | Nizozemsko | 7:18,56 |
| 9.               | Katrin Kalexová              | Německo    | 7:19,19 |
| 10.              | Eriko Išinová                | Japonsko   | 7:23,90 |

## Medailové pořadí zemí
| Pořadí | Země       | Zlato | Stříbro | Bronz | Celkem |
| ------ | ---------- | ----- | ------- | ----- | ------ |
| 1.     | Německo    | 5     | 1       | 0     | 6      |
| 2.     | Nizozemsko | 4     | 4       | 4     | 12     |
| 3.     | Kanada     | 1     | 1       | 1     | 3      |
| 4.     | Japonsko   | 0     | 2       | 0     | 2      |
| 5.     | USA        | 0     | 1       | 3     | 4      |
| 6.     | Čína       | 0     | 1       | 0     | 1      |
| 7.     | Bělorusko  | 0     | 0       | 1     | 1      |
| 7.     | Norsko     | 0     | 0       | 1     | 1      |